# Csém
Csém es un pueblo húngaro perteneciente al distrito de Komárom, condado de Komárom-Esztergom.

## Superficie
Cuenta con una superficie de 6,28 km².

## Demografía
Hasta 2024 la población era de 407 habitantes, con una densidad de población de 64,80 hab/km².
| Gráfica de evolución demográfica de Csém entre 2020 y 2024 |
|                                                            |
| Datos según la Oficina Central de Estadística de Hungría.  |